# Więzadło obłe macicy

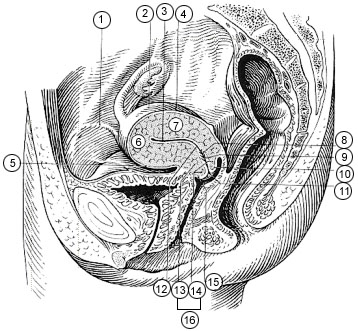
1 – Więzadło obłe macicy

Więzadło obłe macicy (łac. ligamentum teres uteri) – w anatomii człowieka jedno z więzadeł należących do układu wieszadłowego macicy. Stanowi ono łącznotkankowy powrózek długości 12–14 cm i około 0,5 cm grubości, rozpoczynający się obustronnie na bocznym brzegu macicy, do przodu i nieco niżej od jajowodu, przebiegający następnie w więzadle szerokim macicy i zaotrzewnowo, wstępujący ostatecznie do kanału pachwinowego. Z kanału pachwinowego więzadło obłe wychodzi przez pierścień pachwinowy powierzchowny i rozdziela się na drobne pasma, kończące w tkance podskórnej warg sromowych większych i wzgórka łonowego.